# Багдад Али
Багдад Али (ум. в 1655, Тарки) — ученый-богослов, государственный деятель Тарковского шамхальства и поэт. Принимал активное участие в политической жизни Дагестана, пребывая в должности кадия в Тарках при шамхалах Эльдаре и Сурхае III.

## Биография
Относительно происхождения Багдада Али существует арабская, кумыкская и азербайджанская версии. Али писал на арабском и на старокумыкском (северокавказский тюркю) языках. Его творчество относится к периоду развития кумыкской литературы.
Багдад-Али внедрял среди правителей и кадиев, практику ставить печати при написании текстов и писем. 
До сегодняшнего дня дошло мало трудов Али. К его трудам относятся: написанные по просьбе дагестанских алимов пояснения к работе Тахиаддина аль-Кармания «Хал аль-иджаз»; пояснения к работе по фикху жившего в XII—XIII веках имама Абу аль-Касыма ар-Рафи; написанное на арабском языке сочинение по морфологии персидского языка.
В поэзии Али призывал строго следовать религиозным предписаниям, его стихи пропитаны нравственно-духовными установками. Умер в 1655 году.

## Память
Могила Багдада-Али близ Тарки (Багъдад-Али къабурлар) почитается как мавзолей (пир). В том же зиярате похоронен сын его Гази-Болат.